# 大菜糕

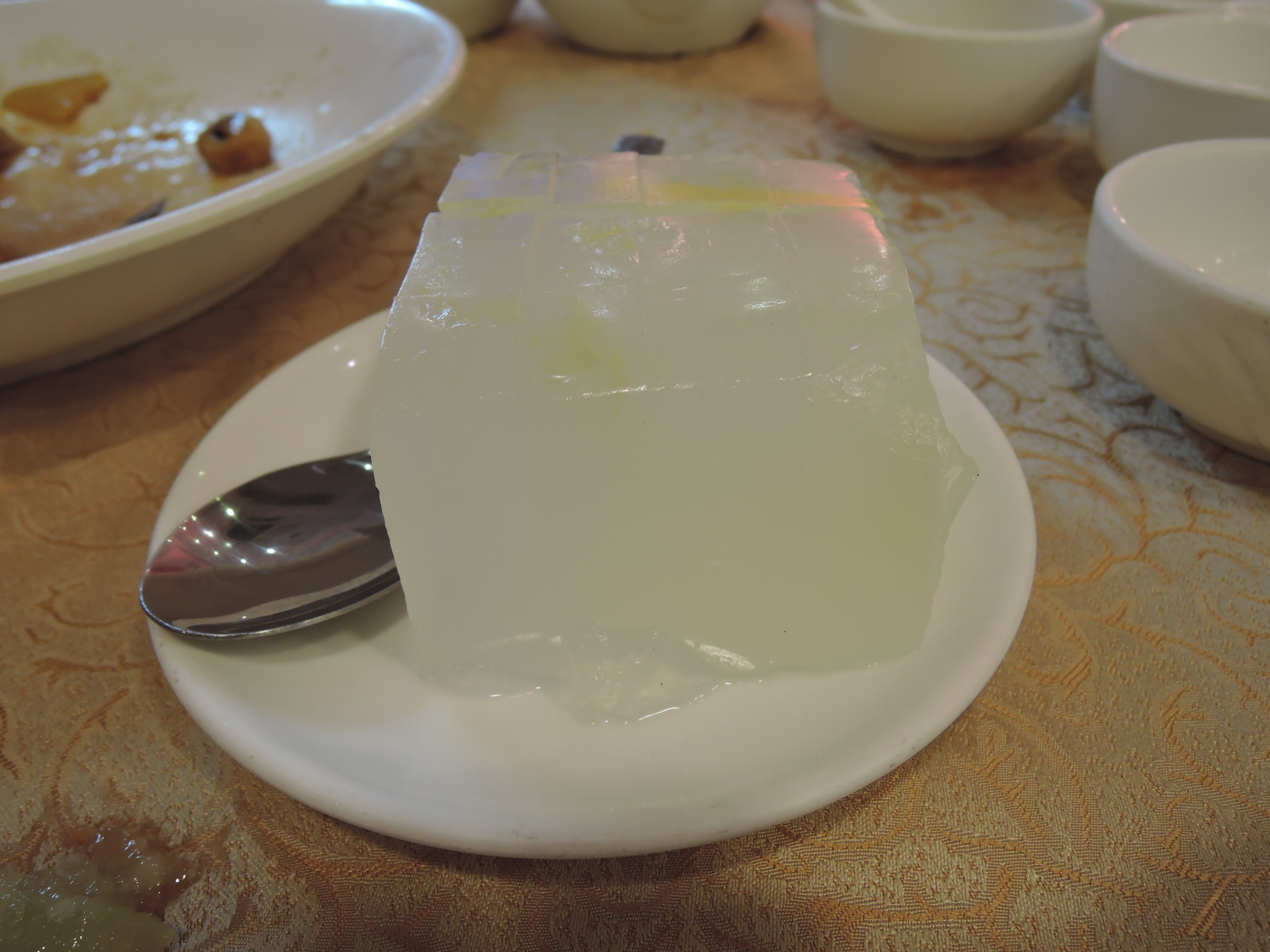
大菜糕

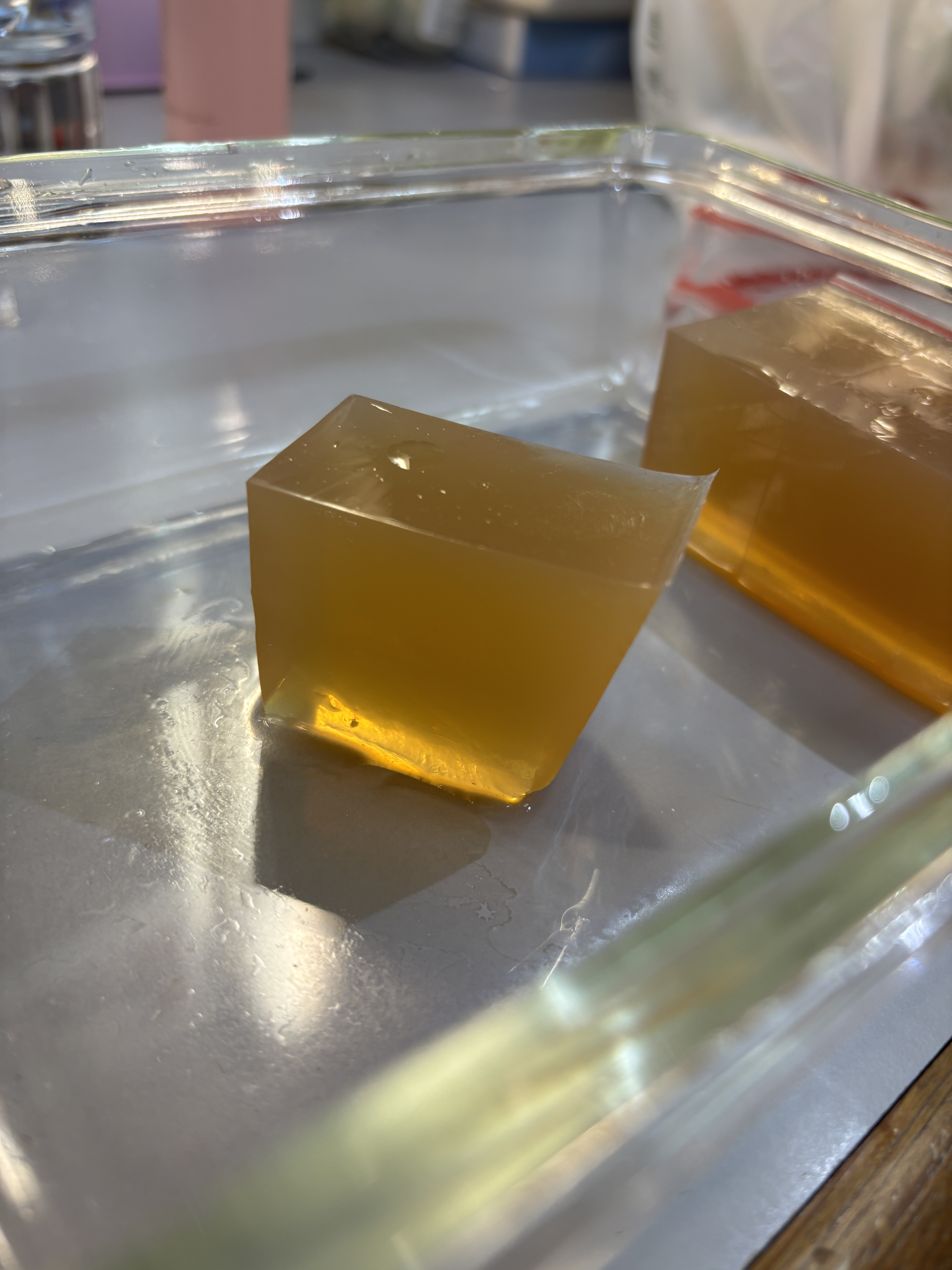
台式菜燕

大菜糕，在台灣稱菜燕、石花凍或洋菜凍，在舟山又叫茉莉冻，是一種流行於馬來西亞、廣東、香港、澳門、台灣、福建、浙江舟山等地的甜品，形狀呈膠塊狀，是以從海藻植物中提取的膠質石花菜熬煮過後冷卻而成，製法簡單，入口冰涼爽滑，是夏天消暑小食之一。
港澳地區有時會加入蛋花、牛奶、椰奶、水果等，做出不同變化。而台式石花凍較多以檸檬汁、糖水、冬瓜茶做搭配。舟山等地则选择做成果冻状的饮品直接饮用，或浇上红糖水食用。
如果製作時只加入少量糖分，石花凍便是一種健康小食。

## 做法
製作石花凍的原材料為大菜，又石花菜、寒天、天草、海燕窩等，是一種紅藻。每年5~7月為其盛產期。常附生在靠近海岸的岩石上，海水深度約一至一點五公尺處，因此即使退潮也不見得能直接採得，多須潛水採取。
含有豐富的藻紅素、藻藍素及維生素B1、B2，及鉀、碘、鈣等礦物質。
剛採收的石花菜腥味較重，且不能直接食用，必須以「六泡六曬」的程序漂白和去腥，反覆地利用淡水加以清洗後，放置太陽下曝曬。經過反覆的清洗與曝曬，能去除雜質、鹽分及腥味，將原材料石花菜本身的暗紅色變淡為象牙色，即可乾燥保存。
製作時，將石花菜以水煮溶化，加糖及其他配料後冷卻即成。